# Пантограф (струмоприймач)

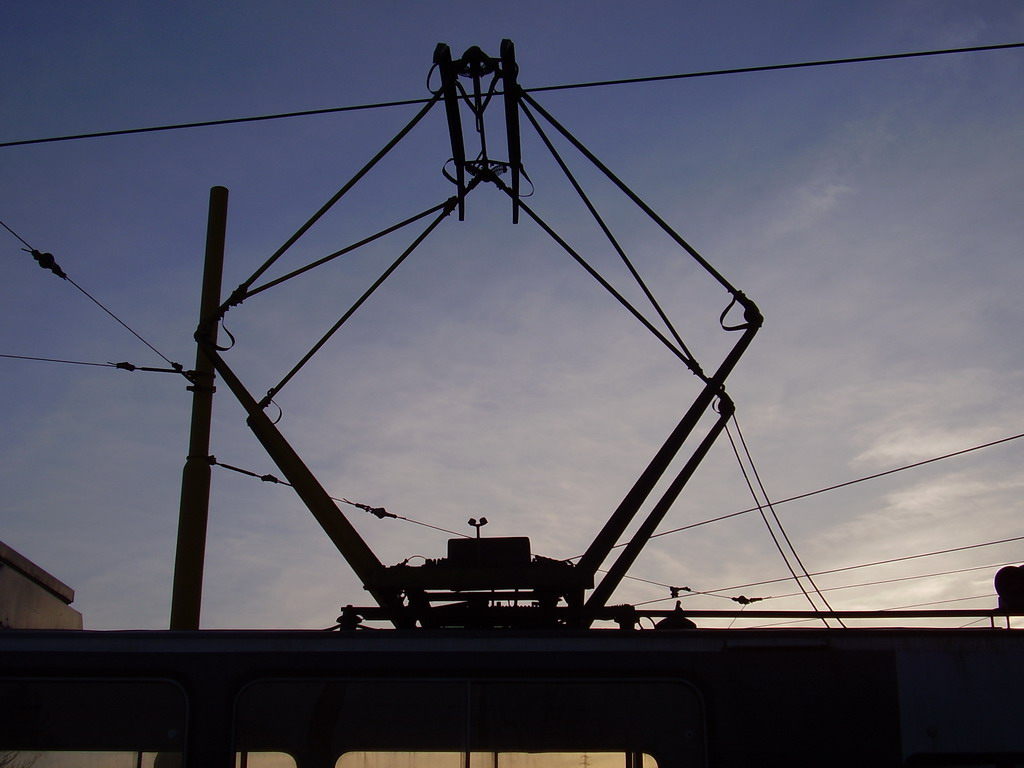
Пантограф на вагоні трамвая

Панто́граф (англ. pantograph) — пристрій для знімання струму з контактного провідника. Монтується на даху моторного вагона або електровоза.
Пантограф слугує для забезпечення надійного електричного з'єднання з контактним проводом контактної мережі електрорухомого складу залізниці (електровозів, електропоїздів, електросекцій), трамваїв, а також вагонів метро (в тих системах, де напруга на рухомий склад подається через контактну мережу).
Назва пантографа пішла від схожого на нього за формою приладу для копіювання креслень (від грец. παντ — все, γραφ — писати).

## Пантограф проти штанги
Перші трамваї з пантографами з'явилися у США у 1930-ті роки. До цього в США застосовувався лише штанговий струмоприймач, який використовувався і в багатьох інших країнах Америки та деяких країнах Європи. Але штанговий струмоприймач має такі недоліки:
• потребує влаштування стрілок на контактному проводі (подібна проблема існує і в сучасних тролейбусних системах, оскільки тролейбус часто не може експлуатувати пантограф);
• схильний до ризику сходу з контактного проводу, — сход сучасних тролейбусних струмознімальних штанг, що є нащадками трамвайних струмознімальних штанг, з проводів контактної лінії до цього дня подія досить часта;
• порівняно важкокерований, — розробка дистанційного управління струмознімальними штангами, особливо тролейбусними, — нетривіальне завдання (досі водії багатьох тролейбусів часто змушені вручну опускати та піднімати струмознімальні штанги);
• порівняно громіздкий, в опущеному вигляді трамвайна штанга або дві тролейбусні штанги займають половину даху трамвайного вагона або кузова тролейбуса відповідно.
Пантограф від усіх цих недоліків вільний. Зокрема:
• порівняно компактний і в опущеному вигляді займає набагато менше місця, ніж штанга;
• не потребує влаштування стрілок на контактному проводі, трамвайна контактна мережа в результаті конструктивно порівняно проста і, як наслідок, надійніша;
• пантографом порівняно легко управляти, — у найпростішому випадку пантограф управляється (опускається і піднімається) за допомогою тонкого троса, що керує, пропущеного в кабіну машиніста, також порівняно проста проблема дистанційного (наприклад, за допомогою електроприводу) управління пантографом.
Однак на відміну від штангового струмоприймача, транспортний засіб, оснащений пантографом, повинен бути строго під контактним проводом; у той час як тролейбус зі штангами може об'їхати машини, що зупинилися, чого не можна було б зробити за наявності пантографа.
Пантограф також симетричний щодо напрямку руху — допускає рух в обох напрямках з однаковою швидкістю. Штанговий струмоприймач (будь-який) такою властивістю не має. Тобто і трамвай зі штанговим струмоприймачем, і тролейбус можуть досить швидко їхати тільки вперед, але назад і той, і інший можуть їхати порівняно повільно. Трамвай з пантографом може однаково швидко їхати і вперед, і назад. Останній чинник обумовлює той факт, що практично всі сучасні двосторонні трамваї оснащуються лише пантографами (або напівпантографами). Звичайно, пантограф практично витіснив штангу, і переважна більшість сучасних трамваїв використовують пантографи або напівпантографи. Трамваї ж зі штанговими струмоприймачами збереглися лише в дуже невеликій кількості міст, де вони, крім транспортної функції, разом із міською архітектурою виконують декоративну функцію.

## Пантограф проти бугеля
Бугельний струмоприймач має багато (але не всіх) переваг пантографа. Тобто, як і пантограф, бугель не потребує влаштування стрілок на контактному проводі і не схильний до ризику сходу з контактного проводу. Як і при використанні пантографа, при використанні бугеля трамвайна контактна мережа виходить конструктивно порівняно простою (відсутні за непотрібністю стрілки на контактному проводі) і, як наслідок, надійнішою. На цьому фоні в континентальній Європі, що зробила ставку на бугельний струмоприймач ще на зорі електричного трамвая як виду транспорту, переваги пантографа перед бугелем спочатку не було помічено. Більше того, досить довгий час (як це спостерігалося, наприклад, в СРСР) трамваї з бугелями та трамваї з пантографами експлуатувалися одночасно одними й тими самими трамвайними системами. Але бугель, як і штанговий струмоприймач, порівняно важкокерований, трамвайний пантограф у найпростішому випадку досить легко управляється за допомогою простого тонкого троса, пропущеного в кабіну машиніста, тоді як бугелем так управляти з кабіни машиніста просто фізично неможливо. Частково зрівнює шанси пантографа та бугеля дистанційне керування (з електроприводом, наприклад), але електропривод для керування бугелем потрібно більш потужний, ніж для керування пантографом. Також, як і штанговий струмоприймач, бугель порівняно громіздкий в опущеному положенні бугель займає половину даху трамвайного вагона. Відіграло свою роль і відсутність необхідності переробки контактної мережі у разі відмови від бугеля на користь пантографа. В результаті пантограф здобув перемогу і над бугелем — в даний час бугельний струмоприймач використовують тільки старі трамваї, що підтримуються в справному стані, використовуються в більшості випадків лише для екскурсійних поїздок, або трамваї, що працюють з контактною мережею дуже поганої якості.